# Ebolavirus

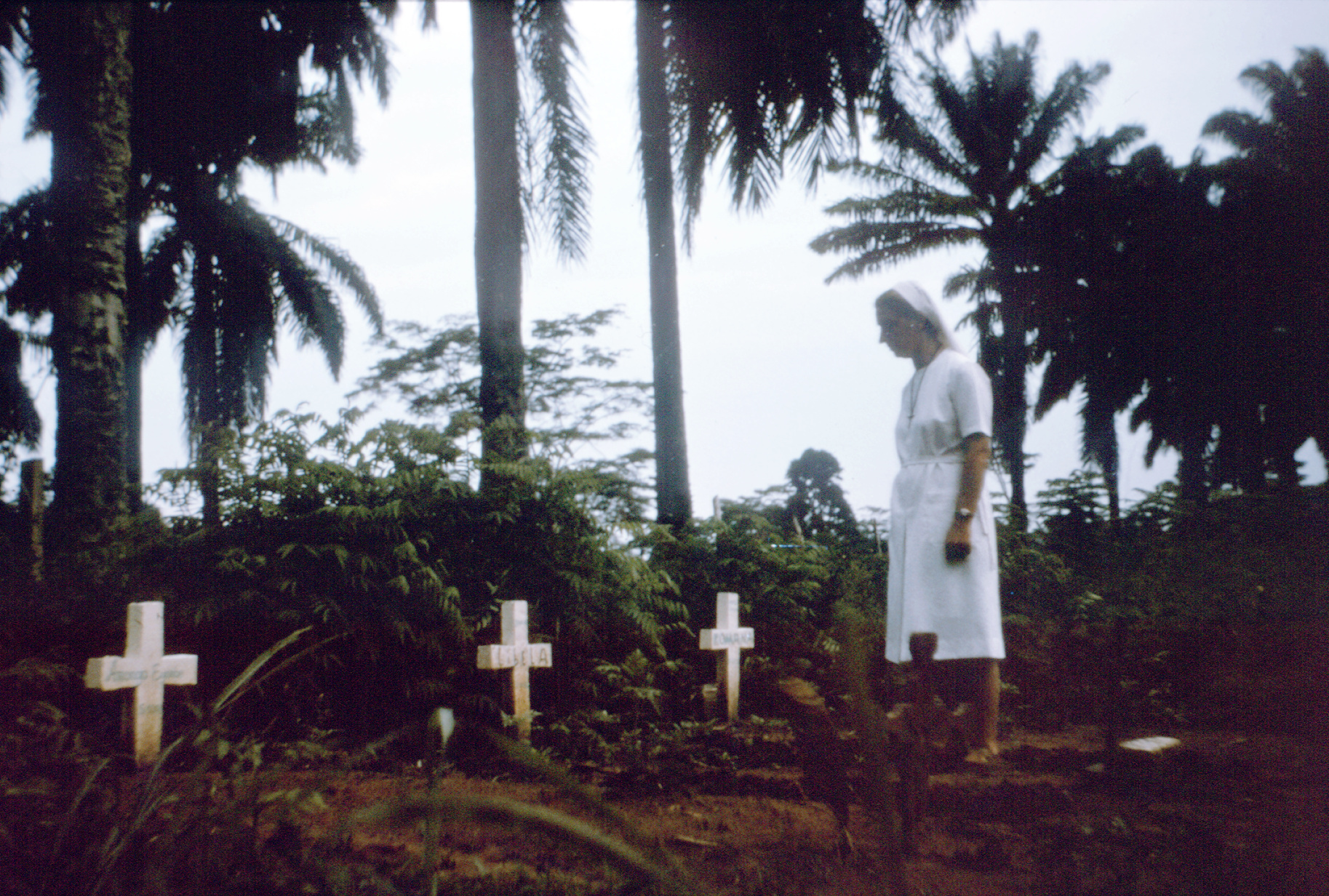
De Belgische zuster-verpleegkundige Marietta in 1976 bij de graven van gestorvenen aan het ebolavirus in Yambuku (Congo)

Het ebolavirus is een geslacht van virussen uit de familie filovirussen (Filoviridae). Het geslacht is verwant aan het Marburgvirus.
Bij primaten en mensen veroorzaakt het virus ebola, een ernstige afwijking in het bloed waardoor inwendige bloedingen ontstaan. Het virus is via alle lichaamssappen overdraagbaar. De versie die in Congo-Kinshasa voorkomt, is waarschijnlijk overdraagbaar via direct contact met de patiënt (verpleging) of het dode lichaam.
Het virus verspreidt zich snel en doodt dikwijls een hele gemeenschap waarna het vaak spoorloos verdwijnt. Het is onbekend waar het virus blijft als er geen uitbraak is, dus ook hoe het zichzelf buiten de mens intact houdt. Een hypothese is dat het virus overleeft in mensapen, maar aangezien deze in kolonies leven, zou dat moeten opvallen door de vele besmette dieren.
Een andere mogelijkheid is via vruchtenetende vleerhonden. Argumenten die deze theorie ondersteunen, zijn dat vleerhonden niet vaak met mensen in aanraking komen, waardoor het aantal epidemieën tot nog toe redelijk beperkt is gebleven. In 2005 werden resultaten gepresenteerd van onderzoek bij een groot aantal dieren naar immunoglobulines tegen het ebolavirus. Bij drie soorten, de kraagvleerhond (Myonycteris torquata), franquetvleerhond (Epomops franqueti) en de hamerkopvleerhond (Hypsignathus monstrosus) werden antilichamen aangetroffen. Tevens werd er in cellen van de lever en de milt ebola-DNA aangetroffen. Dit kan erop wijzen dat vleerhonden de natuurlijke gastheer of vector voor het virus zijn. Dit zou goed kunnen aangezien de vleerhond ook gastheer is voor een groot aantal andere virussen zoals SARS-CoV en het Marburgvirus (verwant aan ebola). Ook wordt een aantal besmettingen met grotten in verband gebracht. Deze hypothese is echter nooit wetenschappelijk bewezen.

## Soorten
Er zijn tot nu toe vijf ebolasoorten bekend. De namen zijn afgeleid van de plaats waar het virus het eerst ontdekt werd.
| Naam                                             | Afkorting          | Ontdekt in          | Mortaliteit |
| ------------------------------------------------ | ------------------ | ------------------- | ----------- |
| Zaïre ebolavirus                                 | EBOV (oud: ZEBOV)  | Zaïre               | tot 90%     |
| Sudan ebolavirus                                 | SUDV (oud: SEBOV)  | Soedan              | tot 50%     |
| Bundibugyo ebolavirus                            | BDBV (oud: BEBOV)  | Bundibugyo, Oeganda | tot 25%     |
| Reston ebolavirus                                | RESTV (oud: REBOV) | Reston (VS)         | (onbekend)  |
| Taï Forest ebolavirus (Cote d'Ivoire ebolavirus) | TAFV (oud: CIEBOV) | Ivoorkust           | (onbekend)  |
| Bombali ebolavirus                               |                    | Kenia               |             |

Van het Taï Forest ebolavirus en Reston ebolavirus zijn geen menselijke slachtoffers bekend. Wel is bekend dat deze soorten dodelijk zijn voor andere primaten. Het Bombali ebolavirus is alleen bij vleermuizen aangetroffen.